# 건지섬의 역사

## 선사
기원전 6000년쯤, 상승하는 바다가 높아지면서 영국 해협이 생겨났고, 건지와 저지의 배리윅이 된 노르만 곶을 유럽 대륙으로부터 분리했다.신석기시대 농부들은 그 후 해안에 정착하여 오늘날 섬에서 발견된 고인돌과 멘히르를 지었는데, 이는 기원전 5000년 경에 인류가 존재했다는 증거를 제공한다.
이 섬에 로마인이 정착했다는 증거와 헤르쿨라네움 지역과 스페인에서 발견된 암포래는 지역 및 장거리 무역망과 복잡한 무역망의 증거를 보여준다.서기 100년부터 400년까지 거슬러 올라가는 세인트 피터 항구의 라 플라이데리에서 발견된 건물들은 창고인 것으로 보인다.선적에 대한 최초의 증거는 "아스테릭스"라고 이름 붙여진 세인트 피터 포트 항구에서 배의 난파선이 발견된 것이다.그것은 3세기 로마 화물선으로 생각되며 불이 났을 때 정박 중이거나 좌초되었을 것이다.그웬트 왕국에서 온 후에 브르타뉴 돌의 수도원장이 된 세인트 샘슨은 건시에 기독교를 도입한 공로를 인정받고 있다.

## 고대
기원전 6000년경, 파도가 높아지면서 영국 해협이 생겨났고, 건지와 저지의 배리윅이 된 노르만 곶을 유럽 대륙으로부터 분리했다.신석기시대 농부들은 그 후 해안에 정착하여 오늘날 섬에서 발견된 고인돌과 멘히르를 지었는데, 이는 기원전 5000년 경에 인류가 존재했다는 증거를 제공한다.
이 섬에 로마인이 정착했다는 증거와 헤르쿨라네움 지역과 스페인에서 발견된 암포래는 지역 및 장거리 무역망과 복잡한 무역망의 증거를 보여준다.서기 100년부터 400년까지 거슬러 올라가는 세인트 피터 항구의 라 플라이데리에서 발견된 건물들은 창고인 것으로 보인다.선적에 대한 최초의 증거는 "아스테릭스"라고 이름 붙여진 세인트 피터 포트 항구에서 배의 난파선이 발견된 것이다.그것은 3세기 로마 화물선으로 생각되며 불이 났을 때 정박 중이거나 좌초되었을 것이다.그웬트 왕국에서 온 후에 브르타뉴 돌의 수도원장이 된 세인트 샘슨은 건시에 기독교를 도입한 공로를 인정받고 있다.

## 중세
933년 프랑스 왕 라눌프는 이 섬들을 포함한 코탕탱 반도를 윌리엄 1세의 지배하에 두었다.건시 섬과 다른 채널 제도는 중세 노르망디 공국의 마지막 잔재를 상징한다.
1030년경, 노르망디 공작 로버트의 함대는 그의 사촌 알프레드와 에드워드가 크누트에 대항해 영국 왕관을 차지하도록 지원하려다가 폭풍에 의해 흩어졌고, 해협을 따라 건시로 밀려났다.공작은 성으로 끌려갔다.미카엘의 수도원.수도원장의 환대에 감사하여, 그는 베일의 폐쇄 안에 있는 모든 땅을 세인트루이스의 영지로 영원히 수도원장에게 주었다.마이클은 정착민들이 땅을 개간하고 경작할 수 있게 되는 대로 섬의 북서부 지역으로 이 지역을 확장할 수 있도록 허락을 받고, 그는 그들에게 성(聖)의 성을 완성할 수 있는 기술자와 일꾼들을 주었다.마이클과 필요한 다른 요새를 건설하는 것.11세기 중반 무렵, Gernsey는 현재의 카테르 교회 근처 섬의 중심에 Le Chatteau des Sarrasins라고 불리는 성을 건설한 새로운 종류의 해적들에 의해 포위되었다; 노르망디의 윌리엄 공작은 그의 에스콰이어 샘슨 다네빌에게 그들과 싸우라고 명령했다.그 보상으로, 1061년에 그는 섬 서쪽의 절반을 피프 단네빌이라는 칭호로 받았다. 샘슨은 노르망디에서 온 많은 이민자들을 그의 봉건적인 영지에 정착시키기 위해 끌어들였고, 윌리엄 공작은 사우마레즈, 레즈 브루니오 드 생과 같은 다른 노르만 지주들에게 건시의 땅을 분배했다.Martin, Mauxmarquis, Rohais 등건시의 대부분은 곧 경작되었고, 이 무렵에 섬은 10개의 교구로 나뉘었다.각각의 무료 영지에는 세입자와 세인트루이스의 수도원장 사이의 분쟁을 심리할 수 있는 장원 법원이 있었다.미카엘과 안네빌 왕가는 각각 높은 관할권과 범죄자를 재판하고 처형할 수 있는 특권을 가지고 있었기 때문에 노르만인이 영국을 정복하기 전부터 섬의 시민 질서가 완전히 규제되었다.
1204년 존 왕이 프랑스의 필립 2세에게 공국의 대륙 부분을 빼앗겼을 때, 그 섬들은 영국 왕국의 일부로 남아있었다.그 후 그 섬들은 1259년 파리 조약에 의해 헨리 3세의 영토의 일부로 인정받았다.
중세 시대에, 이 섬은 "등화 기술"을 사용하여 섬 근처에 배를 착륙시키는 해적들의 피난처였다.이것은 1339년부터 시작된 백년 전쟁 동안 더욱 심해져, 그 섬은 여러 차례에 걸쳐 카페인들에게 점령되었다.건시 민병대는 1331년에 작전 중인 것으로 처음 언급되었고 이후 600년 동안 섬을 지키는데 도움을 줄 것이다.
1372년, 이 섬은 프랑스 왕에게 봉납된 오와인 로고흐(이본 드 갈레스로 기억됨)의 지휘 아래 아라곤 용병들에 의해 침략당했다.오웨인과 그의 검은 머리의 용병들은 나중에 바다를 건너 침입한 요정들로 건시의 전설에 흡수되었다.

## 근세
영국과 프랑스 사이의 평화의 일환으로, 교황 식스토 4세는 1483년 "중립의 특권"을 부여하는 교황 칙서를 발표했는데, 이 칙서에는 "섬, 그들의 항구, 바다가 보이는 한, 중립 영토로 간주되었다."아일랜드 사람들을 성추행하는 사람은 파문될 것이다.1548년 왕실 헌장은 중립성을 확인시켜주었다.프랑스군은 1년 뒤인 1549년에 저지를 침공하려 했으나 민병대에 의해 패배했다.중립은 영국의 윌리엄 3세가 네덜란드 선박에 대한 사재화 활동으로 인해 이 특권을 폐지할 때까지 또 한 세기 동안 지속되었다.
16세기 중반, 그 섬은 노르망디 출신의 칼뱅주의 개혁가들의 영향을 받았다.마리안 박해 동안, 세 명의 여성, 건시 순교자들이 그들의 개신교 신앙 때문에, 여성들 중 한 명의 어린 아들과 함께 화형에 처해졌다.소각은 발리프 헬리에 고셀린 목사가 지시한 것으로 인근 성직자들은 소년의 어머니로부터 도덕적 오점을 물려받았기 때문에 소아를 소각해야 한다고 말했다.나중에 헬리에 고셀린은 널리 퍼진 분노를 피해 섬을 탈출했다.
17세기 후반 세인트피터항 항구의 코넷 성
영국 남북 전쟁 동안, 건시는 의회 의원들의 편을 들었다. 그러나 충성은 완전하지 않았다; 섬의 남서쪽에서 몇몇 왕당파 봉기가 있었던 반면, 코넷 성은 주지사, 피터 오스본 경, 왕당파 군대에 의해 점령되었다.1651년 12월, 완전한 전쟁의 영예와 함께, Castle Cornet은 항복했다. 이것은 영국 군도에서 항복한 마지막 왕당파 전초기지이다.
17세기와 18세기 동안 프랑스와 스페인에 대한 전쟁은 건시의 선주들과 선장들에게 유럽 본토와 가까운 섬을 이용할 수 있는 기회를 주었고, 그들의 상인들을 사재기로 바꾸었다.
18세기 초, 건시의 주민들은 북미, 특히 1810년 오하이오에 건시 카운티를 설립하기 시작했다.나폴레옹의 침략 위협은 그 세기 말에 많은 방어 구조물을 건설하도록 자극했다.19세기 초에는 세계 해상 무역의 성공과 석재 산업의 발흥으로 섬의 번영은 극적으로 증가하였다.해상 무역은 철과 강철과 같은 물자를 섬에서 구할 수 없어 항해선에서 벗어나면서 큰 타격을 입었다.
Le Braye du Valle은 건시의 북쪽 끝인 Le Close du Valle을 조수로 만든 해협이었다.Le Braye du Valle은 1806년 영국 정부에 의해 방어를 위해 배수되어 매립되었다.이전 수로의 동쪽 끝은 현재 건시에서 두 번째로 큰 항구인 세인트 샘슨의 마을이자 항구가 되었다.라 브레이의 서쪽 끝은 현재 르 그랑아브르이다.세인트 샘슨 항구의 끝을 가로지르는 "더 브릿지"라고 불리는 이 도로는 만조 때 건시의 두 부분을 연결했던 다리를 떠올리게 한다.군대가 사용하기 쉽도록 새로운 도로가 건설되고 간선도로가 측정되었다.인프라스트럭처는 1815년부터 채무 없는 자금 조달을 통해 자금을 조달했다.

## 현대
제1차 세계 대전 동안, 약 3,000명의 섬 사람들이 영국 원정군에서 복무했다.이들 중 약 1,000명은 1916년 왕립 건시 민병대에서 결성된 왕립 건시 경보병 연대에서 복무했다.
1940년 6월 30일부터 제2차 세계대전 중 채널 제도는 독일군에 의해 점령되었다.건시의 전체 인구 41,000명 중 17,000명이 독일 점령 이전에 영국으로 대피했다.피난민 중에는 전쟁 중 영국에서 친척이나 낯선 사람과 함께 살았던 건지 어린이들의 80%가 포함됐다.1945년 전쟁이 끝난 후 대부분의 어린이들이 집으로 돌아왔다.점령한 독일군은 1,000명 이상의 건지 주민들을 독일 남부, 특히 비베라크 안 데르 리와 라우펜의 Oflag VII-C 근처의 라거 린델(린델 캠프)로 추방했다.건시는 제2차 세계대전 동안 섬의 전략적 가치에 비해 매우 견고한 요새를 구축했다.특히 코넷성과 섬의 북쪽 해안 주변에는 독일군의 방어와 변화가 눈에 띈다.건시와 저지는 1945년 5월 9일에 해방되었고, 지금은 두 섬에서 해방 기념일로 기념되었다.
1940년대 후반에 그 섬은 점령 기간 동안 건물에 가해진 손상을 수리했다.토마토 산업은 다시 시작되었고 1970년대까지 번성했는데, 그 때 세계 유가의 대폭적인 상승이 급격한 하락으로 이어졌다.관광은 여전히 중요하다.금융 사업은 1970년대에 성장했고 이후 20년 동안 확장되었으며 중요한 고용주이다. 건지의 영국과의 헌법 및 무역 관계는 대부분 브렉시트의 영향을 받지 않는다.